# Tetris (album)
Tetris – piąty album zespołu Ziyo. Wydany w kwietniu 1994 r. nakładem wydawnictwa MJM Music PL.
Autorem projektu graficznego do I wydania płyty jest Jacek Bonecki. Według magazynu relaz.pl okładka znalazła się na 1. miejscu 10 najgorszych polskich okładek płytowych lat 90. Także na portalu onet.pl okładka albumu znalazła się wśród najbrzydszych. Również miesięcznik „Teraz Rock” zwrócił uwagę na grafikę tego albumu.

## Lista utworów

### Wydanie MJM MC 1994
źródło:.
strona A
1. „Nr 4” (muz. Krzysztof Krupa – sł. Jerzy Durał) – 1:59
2. „Niech płonie Rzym” (muz. i sł. Jerzy Durał) – 5:22
3. „Magiczne słowa” (muz. i sł. Jerzy Durał) – 3:51
4. „Ethos” (muz. Krzysztof Krupa, Jerzy Durał – sł. Jerzy Durał) – 3:40
5. „Isabelle” (muz. i sł. Jerzy Durał) – 5:18

strona B
1. „Noc i dzień” (muz. Krzysztof Krupa, Jerzy Durał – sł. Jerzy Durał) – 4:40
2. „Ikar” (muz. i sł. Jerzy Durał) – 4:35
3. „Tetris” (muz. Krzysztof Krupa – sł. Jerzy Durał) – 2:44
4. „Teraz albo nigdy” (muz. i sł. Jerzy Durał) – 4:36
5. „Dwa słońca” (muz. i sł. Jerzy Durał) – 5:37

### Wydanie MJM CD 1994
źródło:.
1. „Nr 4” (muz. Krzysztof Krupa – sł. Jerzy Durał) – 1:59
2. „Niech płonie Rzym” (muz. i sł. Jerzy Durał) – 5:22
3. „Magiczne słowa” (muz. i sł. Jerzy Durał) – 3:51
4. „Ethos” (muz. Krzysztof Krupa, Jerzy Durał – sł. Jerzy Durał) – 3:40
5. „Isabelle” (muz. i sł. Jerzy Durał) – 5:18
6. „Noc i dzień” (muz. Krzysztof Krupa, Jerzy Durał – sł. Jerzy Durał) – 4:40
7. „Ikar” (muz. i sł. Jerzy Durał) – 4:35
8. „Tetris” (muz. Krzysztof Krupa – sł. Jerzy Durał) – 2:44
9. „Teraz albo nigdy” (muz. i sł. Jerzy Durał) – 4:36
10. „Dwa słońca” (muz. i sł. Jerzy Durał) – 5:37

bonusy
1. „Hush” – 4:04
2. „Isabelle” (Studio Pole Nord. - Blois/France mix) – 4:31
3. „Teraz albo nigdy” (Studio Pole Nord. - Blois/France mix) – 4:45

### Wydanie Metal Mind Productions CD 2004
źródło:.
1. „Nr 4” (muz. Krzysztof Krupa – sł. Jerzy Durał) – 1:59
2. „Niech płonie Rzym” (muz. i sł. Jerzy Durał) – 5:22
3. „Magiczne słowa” (muz. i sł. Jerzy Durał) – 3:51
4. „Ethos” (muz. Krzysztof Krupa, Jerzy Durał – sł. Jerzy Durał) – 3:40
5. „Isabelle” (muz. i sł. Jerzy Durał) – 5:18
6. „Noc i dzień” (muz. Krzysztof Krupa, Jerzy Durał – sł. Jerzy Durał) – 4:40
7. „Ikar” (muz. i sł. Jerzy Durał) – 4:35
8. „Tetris” (muz. Krzysztof Krupa – sł. Jerzy Durał) – 2:44
9. „Teraz albo nigdy” (muz. i sł. Jerzy Durał) – 4:36
10. „Dwa słońca” (muz. i sł. Jerzy Durał) – 5:37

bonusy
1. „Isabelle” (Studio Pole Nord. - Blois/France mix)
2. „Teraz albo nigdy” (Studio Pole Nord. - Blois/France mix)
3. „Magiczne słowa” (Spectrum Studio mix)

bonusy video
1. „Ethos”
2. „Dwa słońca”

## Muzycy
źródło:.
- Jerzy Durał – śpiew, gitara
- Kris „Flipper” Krupa – perkusja
- Wojciech Klich – gitara, śpiew
- Adam Prucnal – instrumenty klawiszowe

gościnnie
- Paweł Mazur – gitara basowa

## Wydawnictwa
- 1994 – MJM Music PL (CD – MJM 261 CD)[9]
- 1994 – MJM Music PL (MC – MJM 261 M)[8]
- 2004 – Metal Mind Productions (CD MMP 0305)[11][12]